# فيدال لوبيز
فيدال لوبيز (بالإسبانية: Vidal López) هو لاعب كرة قاعدة كولومبي، ولد في 19 أبريل 1918 في Río Chico, Venezuela ‏ في فنزويلا، وتوفي في 20 فبراير 1971 في كاراكاس في فنزويلا.